# Рогата акула білоплямиста
Рогата акула білоплямиста (Heterodontus ramalheira) — акула з роду Різнозуба акула родини Різнозубі акули. Інші назви «білоплямиста різнозуба акула», «мозамбіцька бичача акула».

## Опис
Загальна довжина досягає 83 см, зазвичай — 65 см. Голова велика. Морда тупа. Очі помірно великі, овальні, без мигательною перетинки. Має маленькі бризкальця. Над очима є виражені надбровні дуги («роги»). Рот розташовано на кінці морди. У центрі щелеп зуби дрібні, з декількома верхівками, з яких центральна є високою, бокові — маленькі. З боків щелеп зуби витягнуті, пласкі. У неї п'ять пар помірно довгих зябрових щілин. Тулуб циліндричний. Грудні плавці великі. Має дві високих спинних плавця з шипами. Передній спинний плавець розташовано позаду грудних плавців, задній — між черевними та анальними плавцями. Черевні плавці великі, але поступаються грудним. Анальний плавець доволі невеличкий. Хвостовий плавець з широкою витягнутою верхньою лопаттю та короткою нижньою лопаттю.
Забарвлення спини, боків, плавців темно-червонувато-коричневе зі світлими, іноді білими, плямами. Черево трохи світлішого кольору.

## Спосіб життя
Тримається на глибинах від 40 до 275 м, на зовнішньому континентальному шельфі та верхніх схилах в глибоководних острівних районах. Доволі повільна і млява акула. Вдень відпочиває у природних укриттях. Активна вночі. Полює біля дна, є бентофагом. Живиться ракоподібними, молюсками, голкошкірими, іноді — дрібною рибою.
Це яйцекладна акула. Процес парування і розмноження натепер не досліджено.
Не є об'єктом промислового вилову. Часто тримають в акваріумах, оскільки добре пристосовується до неволі.

## Розповсюдження
Мешкає у західній частині Індійського океану: біля берегів Квазулу-Наталь (ПАР), Мозамбіку, Сомалі, південно-східного узбережжя Аравійського півострова.